# عصام الشابی
عصام الشابی (عربی: عصام الشابی)(زاده: ۲۳ دسامبر ۱۹۵۷) در ولایت توزر تونس متولد شد. یک سیاستمدار سیاسی تونسی و عضو شورای ملی مؤسسان از حزب جمهوری می‌باشد.

## فعالیت‌ها
عصام الشابی در تاریخ ۲۳ اکتبر ۲۰۱۱ به مجلس راه یافت. وی حزب دمکراتیک پیشرو در مدیریت اریانه را نمایندگی می‌کند. او قبل از کنگره ششم حزب عضو هیئت اجرائی و معاون دبیرکل حزب بود. در کنگره ششم در سال ۲۰۱۷ به دبیرکلی حزب به‌جای میه الجریبی انتخاب شد. وی برادر وکیل و سیاستمدار تونسی أحمد نجیب الشابی دبیرکل اسبق و یکی از مؤسسین حزب دمکراتیک پیشرو تونس می‌باشد.